# Plesiomyzon baotingensis
Plesiomyzon baotingensis és una espècie de peix de la família dels balitòrids i de l'ordre dels cipriniformes.

## Morfologia
- Els mascles poden assolir 3,8 cm de longitud total.[5][6]

## Hàbitat
És un peix demersal i de clima tropical.

## Distribució geogràfica
Es troba a Àsia: Hainan (la Xina).